# Atmosféra Marsu
Atmosféra Marsu je plynný obal nacházející se okolo planety Mars. Je velmi řídká, není schopná zadržovat tepelnou výměnu mezi povrchem a okolním prostorem, což má za následek velké tepelné rozdíly během dne a noci.
Tlak na povrchu se pohybuje mezi 600 a 1 000 Pa (s extrémy 30 Pa na vrcholku Olympus Mons až 1 155 Pa v oblasti Hellas Planitia). Je to přibližně 100- až 150krát méně než na povrchu Země; odpovídá to tlaku zhruba ve výšce 30 km nad zemským povrchem (průměrný tlak na povrchu Země je 101,3 kPa). Podobně jako na Zemi ale dochází k sezónním změnám v atmosféře, jak se planeta k Slunci přibližuje a oddaluje od něj. V zimě 25–30 % atmosférického oxidu uhličitého desublimuje na pólech, zatímco v létě opět sublimuje a vrací se do atmosféry.
Mars postupně v čase svou atmosféru ztrácí, což je způsobováno interakcí svrchních vrstev atmosféry se slunečním větrem a kosmickým zářením. Tyto interakce způsobují srážky molekul plynů tvořících atmosféru s vysoce energetickými částicemi. Během srážky dojde k rozštěpení molekuly a jednotlivé atomy (např. vodíku) mohou být pak odtlačeny dalšími dopadajícími částicemi z gravitačního působení planety do okolního vesmíru.

## Složení atmosféry
Atmosféra je tvořena převážně z oxidu uhličitého (95,32 %), dále obsahuje: dusík (2,7 %), argon (1,6 %), kyslík (0,13 %), oxid uhelnatý (0,07 %) a vodní páry (0,03 %; vznikající sublimací z polárních čepiček). Mezi ostatní plyny vyskytující se v atmosféře se pak ještě řadí neon, krypton, xenon, ozón a metan (který je možným indikátorem života na Marsu, jelikož podléhá rychlému rozpadu a musí tedy existovat nějaký zdroj, který plyn v atmosféře doplňuje – možný život či sopečná aktivita). Jelikož je možné na povrchu planety pozorovat množství sopek, předpokládá se, že část atmosféry vznikla jako důsledek uvolňování sopečných plynů do ní.

### Oxid uhličitý
Hlavní složkou atmosféry je oxid uhličitý, který zde vytváří vlastní koloběh. Díky nízkým teplotám dochází k tomu, že oxid uhličitý v zimě zkondenzuje a dopadá na povrch ve formě sněhu. Hlavní část pevného oxidu uhličitého se pak nachází v polárních oblastech, kde tvoří polární čepičky. Během léta část oxidu uhličitého začne opět sublimovat do atmosféry, kde zvětšuje svůj podíl.

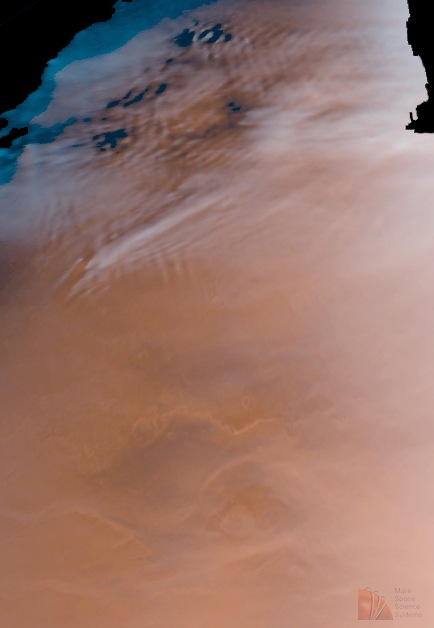
Mračna v atmosféře

### Argon
Dalším významným plynem v atmosféře je netečný plyn argon podobně jako na dalších planetách. Oproti oxidu uhličitému nekondenzuje, což vede k tomu, že jeho obsah v atmosféře je konstantní. Na druhou stranu koncentrace argonu se v lokálním měřítku mění v závislosti na změnách obsahu oxidu uhličitého. Pokud dochází k sublimaci oxidu uhličitého do atmosféry, procentuální koncentrace argonu v atmosféře klesá a naopak. Satelitní data ukazují, že k tomuto poklesu a nárůstu dochází periodicky v oblastech severního a jižního pólu v závislosti na změně ročního období. Procentuální obsah argonu může díky zmenšení obsahu oxidu uhličitého dosáhnout až 30 %..

### Kyslík
Minerály, nalezené na Marsu, nenasvědčují, že by zde muselo být v minulosti více atmosférického kyslíku.

### Metan
V atmosféře Marsu byl objeven metan, který není schopen přetrvat v atmosféře déle než několik stovek let, což ukazuje, že se na planetě musí nacházet nějaký zdroj, který by jeho koncentraci doplňoval. Spekuluje se o dvou možných zdrojích – vulkanická aktivita nebo produkce biologickými pochody v podobě extrémofilních organismů. Podobné organismy, zpracovávající vodík a oxid uhličitý za vzniku metanu, jsou známé i ze Země.
V březnu 2004 evropská sonda Mars Express potvrdila výskyt metanu v atmosféře, který byl dříve předpovězen na základě pozorování United Kingdom Infrared Telescope na Havaji a teleskopu Gemini South v Chile v roce 2003. V roce 2014 se podařilo detekovat metan i americkému vozítku Curiosity operující v kráteru Gale na povrchu Marsu.
Existuje ale i geologické vysvětlení obsahu metanu v atmosféře, které je spojeno s přeměnou minerálu olivín na serpentin za přítomnosti tekuté vody někde pod povrchem, který (serpentin) by mohl uvolňovat dostatečné množství plynu do atmosféry.

### Formaldehyd
V únoru roku 2005 byl oznámen objev formaldehydu na základě měření planetárního fourierovského spektrometru na sondě Mars Express v mnohem větším množství, než někdo předpokládal, což se použilo jako podpora teorie o mikrobiálním životu. Výsledky měření jsou ale stále předmětem mnoha vědeckých debat bez jasného výsledku. Část vědců zastává názor, že data ze spektrometru byla chybně interpretována.

### Amoniak
Amoniak v marsovské atmosféře je velice nestálý a je schopný setrvat pouze po dobu několika hodin, ale i přes tento rychlý rozklad amoniaku byl tento plyn v atmosféře detekován. Vědci z NASA dokonce prohlásili: „Nejsou známy žádné způsoby, jak by se mohl vyskytovat amoniak v atmosféře Marsu, která neobsahuje život.“ Objevení čpavku se tak stává důležitým argumentem pro podporu hypotézy o současném životu na Marsu.
Na druhou stranu výsledky měření planetárního fourierovského spektrometru byly opětovně zpochybněny částí vědecké obce, která poukazuje na fakt, že spektrometr nemá dostatečné rozlišení pro schopnost rozlišit amoniak od oxidu uhličitého. Pro definitivní potvrzení či vyvrácení naměřených výsledků bude potřeba další výzkum a měření.

## Členění atmosféry

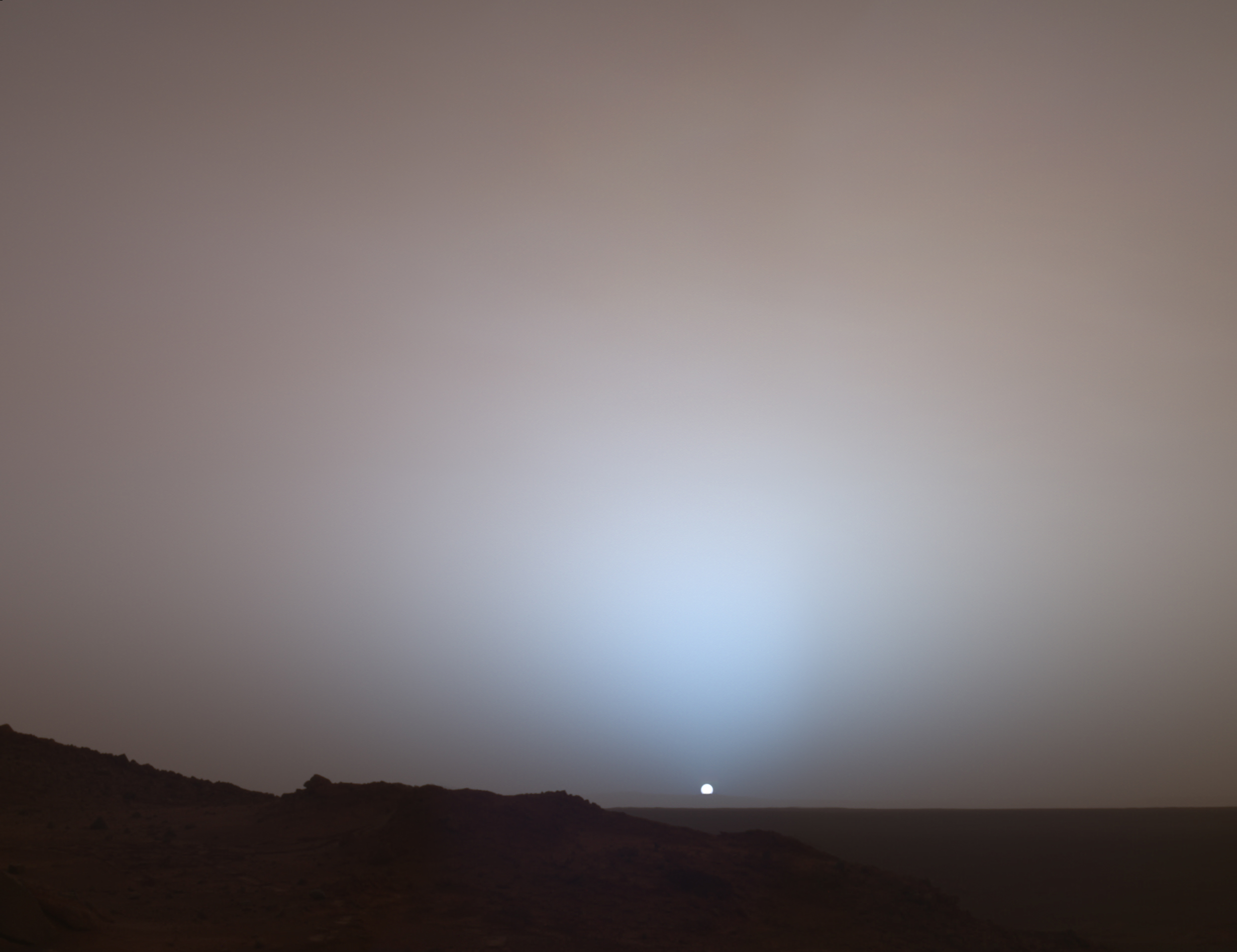
Západ slunce viditelný z povrchu Marsu. Oproti západu na Zemi vlivem silnější atmosféry je západ na Marsu rozdílný

Obdobně jako na Zemi i atmosféra Marsu se dá vertikálně rozčlenit na několik vrstev, ve kterých se projevují rozdílné vlastnosti atmosféry či ve kterých dochází ke změně teploty.
- Nižší vrstva – je poměrně teplá vrstva, která je ohřívána zachyceným zářením prachu v atmosféře a teplem uvolňovaným z povrchu. Rozkládá se přibližně do 45 km nad povrchem.
- Střední vrstva – je oblast, kde se nachází marsovský jet stream obepínající celou planetu. Rozkládá se mezi 45 až 110 km.
- Vyšší vrstva či termosféra – v této vrstvě se nachází velmi teplá oblast, která je ohřívána přímým slunečním teplem dopadajícím na planetu. Dochází zde k segregaci jednotlivých atmosférických plynů od sebe. Rozkládá se mezi 110 až 200 km nad povrchem. Mezi výškou 110 až 130 km se nachází marsovská ionosféra, kde dochází k štěpení atomů vlivem slunečního záření. Oproti pozemské ionosféře je marsovská slabší a prochází přes ni více nebezpečného záření na povrch, což by mohl být problém pro případnou posádku na Marsu. Podrobný průzkum ionosféry provádí evropská sonda Mars Express.[16]
- Exosféra – je oblast, která se nachází ve vyšších oblastech nad 200 km. V této oblasti dochází k úniku plynů do kosmického prostoru. Je složité přesně určit hranici, kde atmosféra končí.

### Teploty v atmosféře
Průměrná teplota u povrchu planety je okolo −56 °C. Pro Mars jsou charakteristické velké rozdíly mezi dnem a nocí. Na rovníku se teploty běžně pohybují od −90 do −10 °C a nad nulu se dostanou jen výjimečně. Naproti tomu teplota povrchové vrstvy půdy může někdy dosáhnout až +30 °C. Díky těmto občasně příznivým teplotám na povrchu existuje sezóně v určitých místech kapalná voda a to i přesto, že se vlivem nízkého tlaku vypařuje již při teplotě 10 °C. Ve výšce okolo 40 až 50 km nad povrchem se nachází vrstva, která má stálou teplotu. Následně ve výšce přibližně 130 km začíná ionosféra a vodíková koróna planety dosahuje až do výšky 20 000 km.
Podrobné znalosti o složení atmosféry, jejích změnách a o dlouhodobějším klimatu byly získány na základě několika sond, které na povrchu přistály (např. Viking 1 a 2, Spirit, Opportunity atd.) či které zkoumaly atmosféru z orbity. Na základě měření se zjistilo, že i na Marsu panuje skleníkový efekt, který otepluje planetu přibližně o 5 °C a zadržuje okolo 30 % tepelné energie. Výškově se atmosféra dělí na nižší (do 45 km), střední (do 110 km) a vyšší (nad 110 km)..

## Počasí

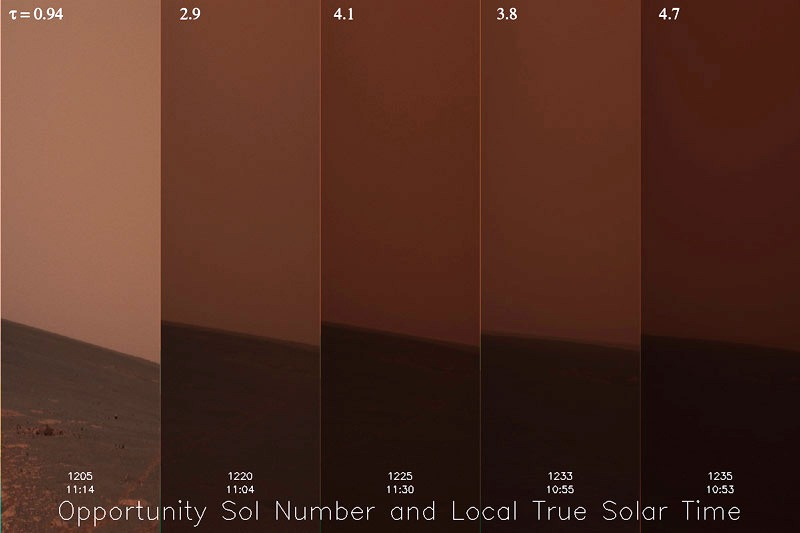
Prachová bouře tak jak ji pozorovalo vozítko Opportunity v roce 2007

Na střídání ročních období je založeno i počasí na Marsu. Hlavní složku v tomto procesu hrají polární oblasti. Během zimy na Marsu dochází v oblasti pólu k obdobným jevům jako na Zemi. Oblast pólu je vystavena permanentní tmě (tzv. polární noc) po určitou část solu. Během zimy vzniká suchý led, tvořený oxidem uhličitým, který na jaře začne sublimovat vlivem dopadajícího slunečního světla. Následně začne uvolněný oxid uhličitý měnit svoji pozici. Vlivem rychlého nárůstu dochází ke změnám tlaků mezi pólem a rovníkovými oblastmi, které (změny) se začnou vyrovnávat vznikem silných větrů dosahujících rychlostí až 400 km/h. Silné větry následně transportují obrovské množství jemného materiálu v podobě prachu, což způsobuje často vznik celoplanetárních prachových bouří.
Díky těmto větrům dochází také k transportu vodní páry, která se často shlukuje v mracích typu cirrus. Tyto mraky byly vyfotografovány vozítkem Opportunity v roce 2004.

### Oblačnost

Vozítko Opportunity pozorovalo mraky v atmosféře planety

Na Marsu byla pozorována i oblačnost, která je nejspíše tvořena krystalky oxidu uhličitého, vznikajícími ve výšce okolo zhruba patnácti kilometrů. Vyjma oblačnosti se zde projevují i další procesy napovídající, že i na Marsu panují procesy měnícího se počasí. Součástí počasí je také častý výskyt prachových bouří, které občas dosáhnou celoplanetárního charakteru; vznikají i malé vzdušné víry v podobě prašných vírů. Během bouří mohou větry na povrchu planety dosahovat až rychlosti okolo 200 km/h, přitom vynášejí do atmosféry značné množství drobných prachových částic (obsahujících magnetit) o velikosti 0,1 μm až 0,01 mm. Protože magnetit má větší schopnost pohlcovat modré světlo než červené, atmosféra se při pohledu z planety zdá žlutavá, při východu/západu Slunce až červená. Proces, který toto způsobuje, je složitější než Rayleighův rozptyl, který je znám ze Země, způsobující modrou barvu. Průměrné rychlosti větru jsou 35 až 50 km/hod. Díky řidší atmosféře nemá vítr takovou sílu jako obdobný vítr na Zemi.
Oblačnost na Marsu je tvořena většinou krystalky suchého ledu, tvořeného oxidem uhličitým, ale sonda Mars Global Sureyor přinesla definitivní důkazy, že některé druhy jsou tvořeny i ledovými krystalky z vody. První pozorování uskutečnila již sonda Mariner 9, ale její výsledky se daly interpretovat více způsoby. Jejich vznik je spojen převážně se severní polární čepičkou, která je z větší části tvořena vodním ledem. Během marsovského jara a léta dochází k evaporaci nad oblastí čepičky, vzniku oblačnosti a jejímu přesunu do rovníkových oblastí, kde mraky zmrznou a prostřednictvím ledových krystalků dopadnou na zem, čímž dochází ke vzniku jinovatky, tvořené zmrzlou vodou. Největší výskyt ledových mraků nastává mezi Ls = 40 až 150, což ukazuje na jejich sezónnost.

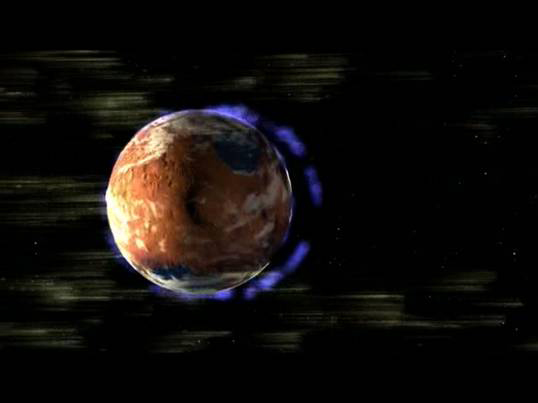
Ilustrace ukazuje unikání plynů z atmosféry vlivem interakce se slunečním větrem